# Santoña Club d'aviron
Maillots
Le Club d'Aviron Santoña est un club sportif de la ville de Santoña, en région cantabrique (Espagne) qui a obtenu d'importants succès nationaux et internationaux. Il a disputé des régates dans toutes les catégories et disciplines de banc fixe, en batels, trainerillas et traînières ainsi que dans des épreuves de banc mobile en Espagne et en Europe. Son palmarès est très vaste où il convient de souligner le Championnat d'Espagne de Huit avec barreur en 1987 et ses deux Championnat d'Espagne de batels en 1986 et 1987. Deux de leurs membres, Chechu Vinatea et Fernando Vinatea ont aussi été deux fois Champion d'Europe dans la discipline de Deux sans barreur. Il est à souligner aussi sa participation en 1984, 1986 et 1989 dans le Drapeau de La Concha.

## Histoire
La Société Sportive Santoña (section aviron) est créée le 29 août 1979 à partir de la fusion de deux clubs de Santoña, la Société Sportive Santoña O.J.E, créée en 1971, et le Club Juan De La Cosa, fondé en 1977.
Ses présidents ont été, Juan Andres Berruezo de 1971 à 1987, Alfredo Castañeda de 1987 à 1990, Angel Martínez Estebanet de 1990 à 1993, de 1993 à 2010 Fernando Palacio et depuis 2010 jusqu'à présent Iñigo Fernández.
Il a concouru en traînière durant les années : 1973, 1974, 1975, 1976, 1983, 1984, 1985, 1986, 1987, 1988, 1989, 1991, 1992, 1993, 1994, 1995, 1996, 1997, 1998, 2001, 2008, 2009 et 2010.
Il a aussi apporté plusieurs rameurs à la sélection nationale d'aviron olympique comme Miguel Solano, Jesus Solano, Chechu Vinatea, Fernando Vinatea, Roberto de Llanos, Florián Merchán, Michel Fernández, Rubén Severiano, Kiko Pla, Pedro Luis Ramos, Andrea Cué et Aurore Haro, ainsi que les barreurs Luis Salmón et Gabriel Marco.

## Histoire de l'aviron à Santoña

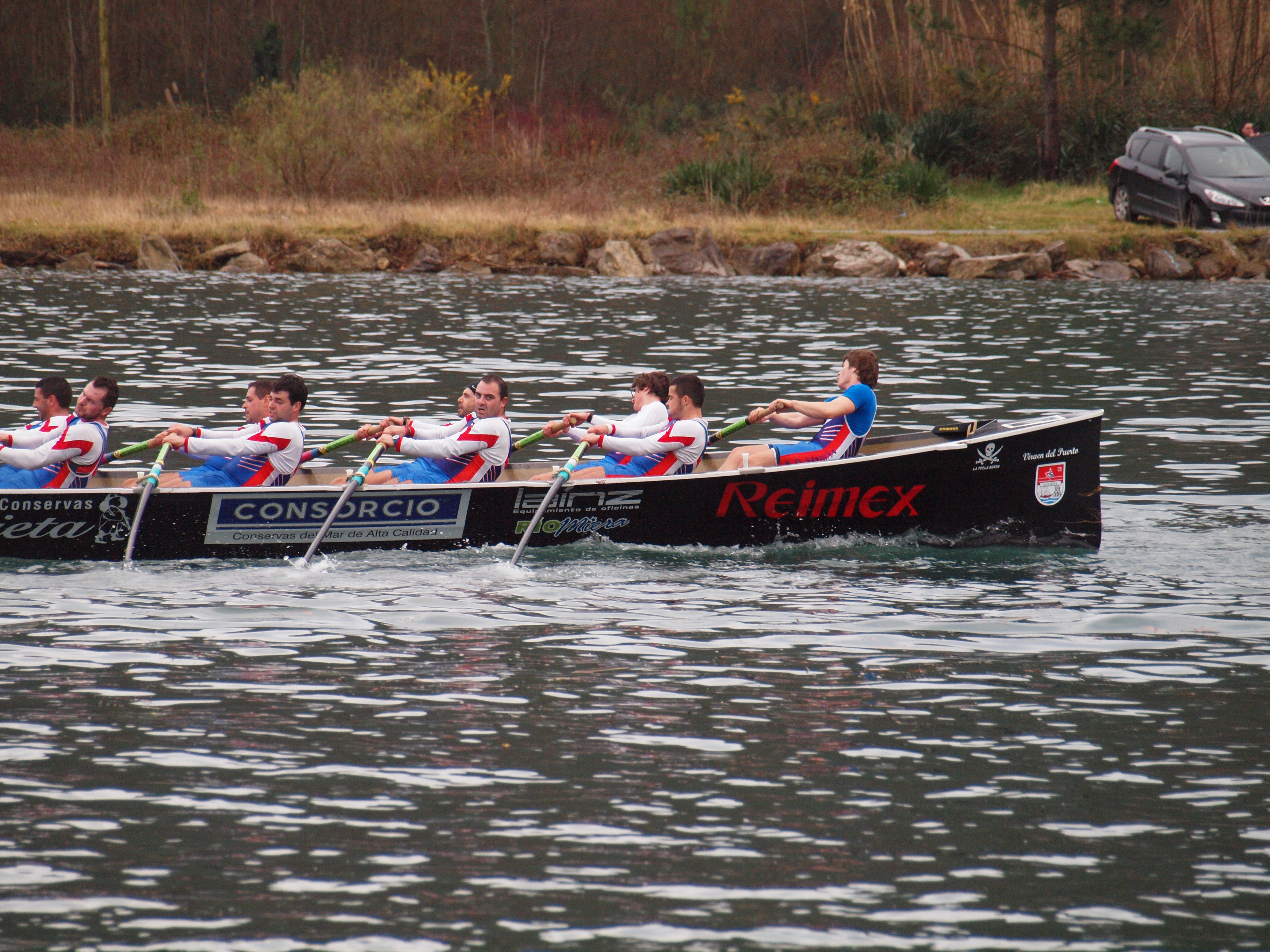
Trainière de Santona.

En 1901 un chalutier de pêche avait fait naufrage, dans lequel tous ses membres de l'équipage ont perdu la vie. On a versé une subvention à leurs parents pendant quatre mois, mais, passé ce délai, les familles des naufragés sont restées sans soutien. Pour cela on a mis en place une initiative éditoriale, dans laquelle ont pris part des auteurs significatifs de l'époque comme Concha Espina et Marcelino Menéndez y Pelayo, afin de rassembler des fonds à destination de ces familles. On a publié un texte, qui a été mise en vente. La Reine Marie Christine de Habsburg a eu connaissance de ces faits et a décidé de promouvoir la célébration d'un événement pour le commémorer. Cet événement a été une régate entre des trainières de la baie, compétition qui a eu lieu le 9 septembre 1901.
En 1919, une trainière de Santoña a pris part pour la première fois dans une régate du Nervion, avec Santander et Laredo. Ce sera la première fois que des trainières hors de Biscaye ont participé dans les régates du Nervion, et le vainqueur sera Saint-Sébastien. En 1925, après divers succès de Santoña et d'Argoños dans les régates disputées dans la Baie de Santander à l'occasion des visites du roi Alphonse XIII, un équipage se forme composé de rameurs de l'un et l'autre port afin de prendre part aux régates de La Concha. Elle se fera sous le nom de Santoña, à bord d'un bateau appelé le Cuba, qui a été sponsorisé avec argent envoyé par des résidents indiens dans l'île. Ce sera la première trainière cantabre à prendre part à la régate. Le bateau se classe cinquième et Orio sera le vainqueur.
Après la Guerre Civile, apparaissent les premiers duels entre Pedreña et Peñacastillo, dont le résultat est trois victoires de Pedreña dans les régates de La Concha (1945, 1946 et 1949) et autant d'autres dans le Championnat d'Espagne de trainières (1944, 1947 et 1948). Ces années, Santoña participe aussi dans la compétition régionale de trainières. L'aviron cantabre est démantelé après la saison 1950 et il ne mettront aucun équipage à l'eau jusque quatorze années plus tard. En 1964 ils se remettent aux régates de trainières et a lieu une première édition du Championnat Provincial dans lequel Pedreña, Peñacastillo et Santoña sont les seuls participants. Santoña s'est déjà transformé en un classique. Tant qu'il y a eu des régates de trainières en région cantabrique, Santoña a pris part dans la compétition, avec les meilleurs ou pires résultats.
Les années 70 sont les années des premiers succès. En 1973, Santoña est proclamé Champion d'Espagne de batels, à Pasajes San Pedro, et vice-champion d'Espagne de trainerillas, à Luanco. Dans cette discipline, il gagne seulement le club de Michelín de Lasarte (aujourd'hui disparu). En trainière, là même saison, il occupe la quatrième place dans le Championnat d'Espagne, derrière Orio, Michelín de Lasarte et Astillero.
Santoña concourt en trainière durant les années 1972, 1973, 1974 et 1975, avec le nom de Santoña OJE. Ensuite, le club est reconverti, change son nom (il s’appellera Société Sportive Santoña Club d'Aviron), change de couleurs (il adopte la caractéristique bleue, avec bande rouge et blanche) et se consacre complètement à la pratique de banc mobile.
En 1983 le retour à la compétition de trainière se produit, avec des rameurs formés dans la discipline de banc mobile. Les années 80 fournissent à Santoña trois des titres régionaux de trainière (1986, 1987 et 1988), trois participations aux régates de La Concha (1984, 1986 et 1989) et nombreux drapeaux.
En batel il s'attribue le championnat en catégorie supérieure en 1986, ainsi que le vice-championnat de trainerillas. En 1987 il devient le même jour dans des eaux de Bermeo le champion d'Espagne de batels dans des catégories très jeunes, jeunes et sénior. En 1998 il est proclamé champion en catégorie cadet. Jusqu'en 90 il obtient plusieurs médailles d'argent et de bronze dans les championnats d'Espagne, tant en batel qu'en trainerilla dans toutes les catégories.
En banc mobile Santoña a gagné en huit avec barreur sénior la finale du Championnat d'Espagne de 1987. Dans des catégories inférieures il a obtenu de multiples médailles dans toutes les catégories et disciplines (1x, 2x, 2, 2+, 4x, 4, 4+ et 8+).
Entre 1983 et 1989, Santoña concourt en trainière de manière ininterrompue. Il ne participe pas en 1990, mais retourne en 1991 pour continuer jusqu'en 1996.
Durant les années 90 Santoña gagne le championnat régional de trainières de 1995 et 1996. Il sera aussi proclamé champion d'Espagne de trainerilla en catégorie cadet, dans la saison 1991.
Depuis 1996 les participations ont été intermittentes. Il navigue en 1997 en formant une combinaison avec Santander et en solitaire en 1999. Il concourt en 2001, 2002 et 2003, et maintenant le fait à nouveau en s'inscrivant pour la Ligue ARC en 2009, saison où elle obtient trois drapeaux.
En 2010 la trainière occupe la seconde place dans la ligue ARC 2 (ligue ARC, catégorie 2), en gagnant sept drapeaux, et sera proclamé vainqueur du play-off de promotion, obtenant de cette manière une place dans la ligue ARC 1 (catégorie 1 dans la ligue ARC) pour la saison 2011.

## Palmarès catégorie sénior

### Championnats internationaux
- 2 Championnats d'Europe de Deux sans barreur (2-): 1985 et 1986.

### Championnats nationaux
- 1 Championnat d'Espagne de huit barré (8+).
- 2 Championnats d'Espagne de Batels: 1986 et 1987.

### Championnats régionaux
- 6 Championnat de Cantabrie de traînières: 1986, 1987, 1988, 1995, 1996 et 1997.
- 1 Trophée El Diario Montañés[2]: 1986.

### Drapeaux
- 7 Drapeau Bansander: 1984, 1986, 1989, 1992, 1995, 1997 et 1998.
- 1 Drapeau de Sotileza: 1985.
- 1 Drapeau de Camargo: 1985.
- 1 Grand prix de Astillero: 1996.
- 1 Drapeau de Pontejos: 1996.
- 1 Drapeau Ria del Asón: 1996 et 2009.
- 2 Drapeau de Santoña: 2009 et 2010.
- 1 Contre la montre El Socorro: 2009.
- 1 Drapeau de Pasajes de San Pedro: 2010.
- 1 Drapeau de Hibaika: 2010.
- 1 Drapeau de Santander: 2010.
- 1 Drapeau Ciudad de Avilés: 2010.
- 1 Drapeau de Getaria: 2010.
- 1 Drapeau Ciudad de Castro Urdiales: 2010.

### Sources
- (es) Cet article est partiellement ou en totalité issu de l’article de Wikipédia en espagnol intitulé « Sociedad Deportiva Santoña Club de Remo » (voir la liste des auteurs).